# Tauroscypson guiana
Tauroscypson guiana är en tvåvingeart som beskrevs av Charles Howard Curran 1934. Tauroscypson guiana ingår i släktet Tauroscypson och familjen Ctenostylidae.
Artens utbredningsområde är Guyana. Inga underarter finns listade i Catalogue of Life.